# Joker: Folie à Deux (trilha sonora)
Joker: Folie à Deux (Music from the Motion Picture) é uma trilha sonora gravada pelos atores norte-americanos Joaquin Phoenix e Lady Gaga para o filme Joker: Folie à Deux (2024). O projeto foi lançado em 4 de outubro de 2024, pela WaterTower Music e Interscope Records. Lady Gaga também lançou um álbum complementar chamado Harlequin, em 27 de setembro de 2024.

## Desenvolvimento
Embora Joker (2019), estrelado por Joaquin Phoenix, fosse inicialmente planejado para ser um filme sem continuação, foi revelado em novembro de 2019 que uma sequência já estava em desenvolvimento. O título foi revelado como Joker: Folie à Deux em junho de 2022, com um roteiro já em andamento naquele momento. Gaga foi confirmada para contracenar com Phoenix, no papel de Harley Quinn, no mesmo mês.
Em 22 de março de 2024, fontes confirmaram que a trilha sonora incluiria 15 covers. Foi informado que o filme seria "majoritariamente um musical jukebox" com várias reinterpretações de músicas "muito conhecidas". A compositora Hildur Guðnadóttir explicou que haveria "muita música" na trilha sonora, destacando que o filme seria um musical com uma direção "lógica e surpreendente". Imagens do set sugeriam o dueto musical de 1948 "Easter Parade" de Fred Astaire e Judy Garland, "A Couple of Swells" e uma parte da trilha sonora original do primeiro filme. Relatos adicionais incluíam "That's Entertainment!" (1953) e "Cheek to Cheek". A única canção original do filme é "Folie à Deux", escrita e interpretada por Gaga.

## Promoção e lançamento
Falando à Variety em agosto de 2024, o diretor do filme, Todd Phillips, confirmou que Phoenix e Gaga performam versões de "Get Happy", "For Once in My Life" e "What the World Needs Now Is Love". Um primeiro teaser foi lançado em 3 de setembro de 2024, mostrando Gaga e Phoenix cantando "Get Happy", famoso na voz de Judy Garland. No mesmo dia, a Interscope Records disponibilizou formatos de vinil e CD da trilha sonora para pré-venda. Um segundo teaser, lançado em 18 de setembro de 2024, mostrava Gaga cantando "That's Life", enquanto outros materiais promocionais incluíam trechos das músicas "For Once in My Life" e "What the World Needs Now Is Love".

## Alinhamento de faixas
| Versão padrão  |                                                                 |                                                                                     |                            |         |  |
| N.º            | Título                                                          | Compositor(es)                                                                      | Produtor(es)               | Duração |  |
| 1.             | "Slap That Bass / Get Happy / What the World Needs Now Is Love" | Burt Bacharach, George Gershwin, Hal David, Harold Arlen, Ira Gershwin, Ted Koehler | Nick Cave                  | 3:16    |  |
| 2.             | "For Once in My Life"                                           | Orlando Murden, Ron Miller                                                          | Joaquin Phoenix            | 2:49    |  |
| 3.             | "If My Friends Could See Me Now"                                | Cy Coleman, Dorothy Fields                                                          | Lady Gaga, Joaquin Phoenix | 3:12    |  |
| 4.             | "Folie à Deux"                                                  | Lady Gaga                                                                           | Lady Gaga                  | 1:44    |  |
| 5.             | "Bewitched"                                                     | Lorenz Hart, Richard Rodgers                                                        | Lady Gaga, Joaquin Phoenix | 2:58    |  |
| 6.             | "That's Entertainment"                                          | Arthur Schwartz, Howard Dietz                                                       | Lady Gaga                  | 1:40    |  |
| 7.             | "When You're Smiling (The Whole World Smiles with You)"         | Joe Goodwin, Larry Shay, Mark Fisher                                                | Joaquin Phoenix            | 1:45    |  |
| 8.             | "To Love Somebody"                                              | Barry Gibb, Robin Gibb                                                              | Lady Gaga, Joaquin Phoenix | 1:49    |  |
| 9.             | "(They Long to Be) Close to You"                                | Bacharach, David                                                                    | Lady Gaga, Joaquin Phoenix | 2:48    |  |
| 10.            | "The Joker"                                                     | Anthony Newley, Leslie Bricusse                                                     | Joaquin Phoenix            | 3:41    |  |
| 11.            | "Gonna Build a Mountain"                                        | Newley, Bricusse                                                                    | Lady Gaga, Joaquin Phoenix | 3:18    |  |
| 12.            | "I've Got the World on a String"                                | Arlen, Koehler                                                                      | Lady Gaga                  | 2:05    |  |
| 13.            | "If You Go Away"                                                | Jacques Brel, Rod McKuen                                                            | Joaquin Phoenix            | 3:19    |  |
| 14.            | "Gonna Build a Mountain (Reprise)"                              | Newley, Bricusse                                                                    | Joaquin Phoenix            | 1:52    |  |
| 15.            | "That's Life"                                                   | Dean Kay, Kelly Gordon                                                              | Lady Gaga                  | 3:03    |  |
| 16.            | "True Love Will Find You in the End"                            | Daniel Johnston                                                                     | Joaquin Phoenix            | 2:02    |  |
| Duração total: | Duração total:                                                  | Duração total:                                                                      | Duração total:             | 41:21   |  |

## Desempenho nas tabelas musicais

### Posições
| América            |                                       |    |
| Estados Unidos     | US Top Album Sales (Billboard)        | 23 |
| Estados Unidos     | US Soundtrack Albums (Billboard)      | 6  |
| Asia               |                                       |    |
| Japão              | Japanese Hot Albums (Billboard Japan) | 86 |
| Europa             |                                       |    |
| Alemanha           | German Albums (Offizielle Top 100)    | 43 |
| Áustria            | Austrian Albums (Ö3 Austria)          | 10 |
| Bélgica (Flandres) | Belgian Albums (Ultratop Flanders)    | 51 |
| Bélgica (Valônia)  | Belgian Albums (Ultratop Wallonia)    | 29 |
| Espanha            | Top 100 Álbumes (PROMUSICAE)          | 44 |
| França             | French Albums (SNEP)                  | 39 |
| Irlanda            | Irish Compilations (IRMA)             | 6  |
| Italia             | Italian Albums (FIMI)                 | 92 |
| Polônia            | Polish Physical Albums (ZPAV)         | 62 |
| Suíça              | Swiss Albums (Schweizer Hitparade)    | 21 |
| Reino Unido        | UK Compilation Albums (OCC)           | 9  |
| Reino Unido        | UK Jazz & Blues Albums (OCC)          | 2  |
| Reino Unido        | UK Soundtrack Albums (OCC)            | 1  |